# David A. Starkweather

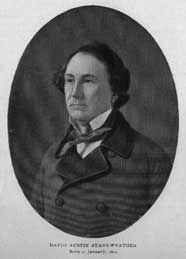
David A. Starkweather

David Austin Starkweather (* 21. Januar 1802 in Preston, New London County, Connecticut; † 12. Juli 1876 in Cleveland, Ohio) war ein US-amerikanischer Diplomat und Politiker der Demokratischen Partei. Vom 4. März 1839 bis zum 3. März 1841 und vom 4. März 1845 bis zum 3. März 1847 war er Mitglied des Repräsentantenhauses der Vereinigten Staaten für den 18. Kongressdistrikt des Bundesstaates Ohio.

## Biografie
Geboren wurde Starkweather in Preston in Connecticut. Am Williams College in Massachusetts beendete er seine Schullaufbahn. Anschließend studierte er Jura in Cooperstown im Bundesstaat New York. 1825 wurde er als Rechtsanwalt zugelassen und war fortan in Mansfield tätig. Von 1833 bis 1835 übernahm er dann sein erstes politisches Mandat im Repräsentantenhaus von Ohio. Von 1836 bis 1838 saß er dann im Staatssenat.
Erstmals ins US-Repräsentantenhaus wurde er 1838 gewählt, 1840 scheiterte seine Wiederwahl. 1844 gelang ihm der erneute Einzug ins House, zur Wiederwahl trat er nicht mehr an. 1848 war er Mitglied des Electoral College.
Zwischen 1854 und 1857 war Starkweather dann der 8. Gesandte der Vereinigten Staaten in Chile. 1860 kandidierte er nochmals erfolglos für einen Sitz im US-Repräsentantenhaus.
1876 starb Starkweather an einer Lähmung im Haus seiner Tochter in Cleveland. Insgesamt hatte er 4 Kinder, 3 Töchter und einen Sohn.